# Acontia umbrigera
Acontia umbrigera là một loài bướm đêm trong họ Noctuidae.